# Nikolai Pawlowitsch Budaschkin
Nikolai Pawlowitsch Budaschkin (russisch Николай Павлович Будашкин; * 24.jul. / 6. August 1910greg. in Ljubachowka, Oblast Kaluga, Russisches Kaiserreich; † 31. Januar 1988 in Moskau) war ein sowjetischer Komponist und Musikprofessor.

## Herkunft und Laufbahn
Budaschkin wurde in der Nähe von Mossalsk geboren. Seine Familie war sehr musikalisch, der Vater lehrte ihn früh Noten zu lesen und volkstümliche Instrumente zu spielen. 1917 zogen die Budaschkins nach Tschita, wo der junge Nikolai eine Technikschule besuchte und später in einer Schmiede arbeitete. Seinem künstlerischen Interesse ging er in einer Amateurblaskapelle und einem folkloristischen Orchester nach. Von 1929 bis 1937 studierte Budaschkin am Moskauer Konservatorium unter Reinhold Glière und Nikolai Mjaskowski. Während dieser Zeit schrieb er bereits eine Orchestersuite, seine erste Sinfonie und eine Festouvertüre. Mit dem Kriegsfilm Глубокий рейд  (Gluboki reid) begann 1938 seine Laufbahn als Filmmusikkomponist. Große Bekanntheit erlangte Budaschkin 1940 durch die Ouvertüre für ein Orchester russischer Volksinstrumente.
Während des Deutsch-Sowjetischen Krieges war er als Komponist in der politischen Abteilung der Baltischen Flotte aktiv. In dieser Zeit entstanden populäre Lieder wie Бескозырка (Beskosyrka), Краснофлотская улыбка (Krasnoflotskaja ulybka) und За дальней околицей (Sa dalnei okolizei). Nach dem Krieg war Budaschkin für sechs Jahre dem Leiter des Volksmusikorchesters „N. P. Ossipow“ als Assistent unterstellt, schrieb für das Ensemble mehrere Werke und arbeitete auch mit anderen Musikschaffenden, darunter Lew Knipper, zusammen. Er komponierte u. a. zwei Rhapsodien und eine lyrische Suite in vier Teilen. Trotz seines Ausscheidens 1951 blieb Budaschkin dem Orchester noch über Jahre verbunden und unternahm mit ihm 1953 eine Konzertreise nach Österreich. Dieser waren bereits Auftritte in der DDR (1949) und Rumänien (1952) vorangegangen.
In Kooperation mit seinem ehemaligen Kommilitonen Boris Andrejewitsch Mokrousow entstanden Musikstücke für das Moskauer Satiretheater, darüber hinaus war Budaschkin auch für das Maly-Theater tätig. Hier schrieb er u. a. Begleitmusiken zu Alexander Ostrowskis Wojewode (Traum an der Wolga) und einer Adaption von Michail Saltykow-Schtschedrins Die Herren Golowjow. Der Filmmusik blieb er ebenfalls bis Anfang der 1980er Jahre verbunden. In seinen Werken berücksichtigte er wiederholt den Einsatz von Volksinstrumenten und die Verarbeitung folkloristischer Themen.
Ab 1965 hatte Budaschkin am Staatlichen Kulturinstitut Moskau den Rang eines außerordentlichen Professors inne, acht Jahre später wurde ihm eine ordentliche Professur in der Abteilung „Instrumentierung und Lesen von Partituren“ verliehen.
Er starb 77-jährig und wurde auf dem Kunzewoer Friedhof, Abschnitt 10, beigesetzt.

## Ehrungen
Budaschkin war Träger folgender Titel und Auszeichnungen:
- Medaille „Für die Verteidigung Leningrads“ (1943)
- Orden des Roten Sterns (1943)
- Stalinpreis zweiter Klasse (1947)
- Stalinpreis erster Klasse (1949)
- Titel Verdienter Kunstschaffender der RSFSR (1956)
- Titel Volkskünstler der RSFSR (1972)
- Orden der Völkerfreundschaft
- Ordens des Vaterländischen Krieges II. Klasse[4]

Die von ihm für Abenteuer im Zauberwald (1964) und Feuer, Wasser und Posaunen (1968) geschriebenen Musiken wurde beim Internationalen Kinderfilmfestival von Venedig 1965 bzw. dem Allunionsfilmfestival 1970 in Minsk prämiert.
In Tschita findet seit 1976 ein Wettbewerb von Amateurensemblen und Orchestern um einen nach Budaschkin benannten Preis statt. Dieser wird seit 2003 auch mit internationaler Beteiligung ausgetragen. In Mossalsk erinnert ein Denkmal an ihn. Außerdem wurden Musikschulen in Moskau und Tschita nach Budaschkin benannt.

## Filmografie (Auswahl)
- 1952: Aus dem Tagebuch einer Ärztin (Selski wratsch)
- 1952: Аленький цветочек (Alenki zwetotschek) (Zeichentrickfilm)
- 1954: Случай в тайге (Slutschai w taige)
- 1957: Воплощенная мечта (Woploschtschennaja metschta) (Dokumentarkurzfilm)
- 1960: Ванька (Wanka) (Kurzfilm)
- 1960: Машенька и медведь (Maschenka i medwed) (Puppentrickkurzfilm)
- 1962: Капитаны голубой лагуны (Kapitany goluboi laguny)
- 1964: Abenteuer im Zauberwald (Morosko)
- 1968: Feuer, Wasser und Posaunen (Ogon, woda i… mednyje truby)